# ダアリタイ (コンギラト部)
ダアリタイ(モンゴル語: Da'aridai,? - ？)とは、13世紀初頭にモンゴル帝国に仕えたコンギラト部出身の千人隊長の一人。
『集史』などのペルシア語史料ではداریتای(Dārītāī)と記される。

## 概要
『集史』「コンギラト部族志」によると、ダアリタイはモンゴル帝国の創始者チンギス・カンに仕えたコンギラト部族長デイ・セチェンの弟であったという。デイ・セチェンの娘ボルテがチンギス・カンの正妃になったことを切っ掛けに、デイ・セチェンの一族はモンゴル帝国内で極めて高い地位を保持するようになり、ダアリタイの一族もまたモンゴル帝国内で高い地位を与えられるようになった。
『集史』「チンギス・カン紀」の「千人隊長一覧」ではデイ・セチェンの息子アルチ・ノヤンが5つの千人隊を率いていたと記されるが、アルチ直轄の1千を除く4千人隊の隊長は全てダアリタイの息子(カタイ、ブユル、テクデル、ジュンクル)らであった。この内、カタイのみは『モンゴル秘史』においても「カダイ・キュレゲン」として千人隊長の一人に挙げられ、「功臣表」では84位に列せられている。
カタイの息子マリクはフレグの西征に随行してイランに移住し、フレグ・ウルスに仕えるようになった。マリクの姪にはフレグの妃となったクトイとマルタイ、甥にはムーサ・キュレゲンという人物がいたという。